# Delegación Nacional de Deportes
La Delegación Nacional de Deportes (DND) fue un organismo autónomo español, perteneciente al partido Falange Española Tradicionalista y de las JONS, que existió durante la Dictadura franquista y que tuvo entre sus competencias la dirección de la política deportiva española. Fue disuelto en 1977 y sustituido por el Consejo Superior de Deportes (CSD).

## Historia
El organismo fue establecido por decreto el 22 de febrero de 1941, quedando a cargo de las políticas deportivas del régimen franquista. Franco nombró al general José Moscardó primer delegado nacional de Deportes. En el contexto de la posguerra, durante los primeros años la Delegación tuvo a su disposición pocos medios materiales. En 1956 se nombró a un nuevo delegado nacional, José Antonio Elola-Olaso, y el organismo adoptó la nueva denominación de «Delegación Nacional de Educación Física y Deportes», quedando adscrito a la Secretaría general del Movimiento. Bajo la dirección de Elola-Olaso la delegación nacional dio un giro en su línea actuación, realizando campañas de fomento del deporte y de la educación física. A partir de 1956 el deporte español recibió un importante impulso institucional.
La llegada del nuevo delegado nacional supuso el cambio del modelo de formación deportiva bajo directrices militares que hasta entonces había imperado, y su sustitución por un nuevo modelo civil supervisado por los organismos de Falange.  En este sentido, una de las medidas más importantes que se llevó a cabo fue la promulgación en 1961 de la Ley de Educación Física —también conocida como Ley Elola-Olaso—, la cual consideraba «la Educación Física y Deportiva como necesidad pública que el Estado reconoce y garantiza como derecho de todos los españoles». Bajo el soporte de dicha ley se estableció el Instituto Nacional de Educación Física (INEF) en 1967.
En 1970 un decreto estableció las delegaciones provinciales de Educación física y Deportes.
Tras la muerte de Franco, con el desmontaje de las instituciones del régimen franquista, en abril de 1977 el organismo fue disuelto. En su lugar se constituyó meses después el Consejo Superior de Deportes (CSD), que asumió el papel y las funciones antes desarrolladas por la Delegación Nacional de Deportes.

## Delegados nacionales
| Nombre                   | Inicio                  | Final                   |
| José Moscardó Ituarte    | 5 de marzo de 1951      | 12 de abril de 1956     |
| José Antonio Elola-Olaso | 8 de mayo de 1956       | 23 de diciembre de 1966 |
| Juan Antonio Samaranch   | 26 de diciembre de 1966 | 9 de septiembre de 1970 |
| Juan Gich Bech de Careda | 9 de septiembre de 1970 | 15 de julio de 1975     |
| Tomás Pelayo Ros         | 15 de julio de 1975     | 9 de septiembre de 1976 |
| Benito Castejón Paz      | 9 de septiembre de 1976 | 25 de abril de 1977     |